# Roh Sang-rae
Roh Sang-rae ((노상래?, 盧相來?); Gunsan, 15 dicembre 1970) è un allenatore di calcio ed ex calciatore sudcoreano, di ruolo attaccante.

## Carriera

### Club
Durante la sua carriera ha giocato principalmente con il Chunnam Dragons.

### Nazionale
Conta 25 presenze e 6 reti con la nazionale sudcoreana.

## Palmarès

### Club

#### Competizioni nazionali
- Coppa della Corea del Sud: 1

Chunnam Dragons: 1997